# Malthodes romadinae
Malthodes romadinae es una especie de coleóptero de la familia Cantharidae.

## Distribución geográfica
Habita en Turkmenistán.